# 환경과 개발에 관한 리우 선언
환경과 개발에 관한 리우 선언은 1992년 6월 브라질 리우데자네이루에서 1972년 스웨덴의 스톡홀름에서 인간환경선언이 있는지 20년 만에 지구인의 행동 강령으로서 150여개국 대표가 서명하여 채택되었으며 27개 원칙으로 구성되어 있다.

## 27개 원칙
원칙.1
인간을 중심으로 지속 가능한 개발이 논의되어야 한다. 인간은 자연과 조화를 이룬 건강하고 생산적인 삶을 향유하여야 한다.
원칙2
각 국가는 유엔 헌장과 국제법 원칙에 조화를 이루면서 자국의 환경 및 개발 정책에 따라 자국의 자원을 개발할 수 있는 주권적 권리를 갖고 있으며, 자국의 관리구역 또는 통제 범위 내에서의 활동이 다른 국가나 관할 범위 외부 지역의 환경에 피해를 끼치지 않도록 할 책임을 갖고 있다.
원칙3
개발의 권리는 개발과 환경에 대한 현세대와 차세대의 요구를 공평하게 충족할 수 있도록 실현되어야 한다.
원칙4
지속 가능한 개발을 성취하기 위하여, 환경 보호는 개발 과정의 중요한 일부를 구성하며 개발 과정과 분리시켜 고려되어서는 아니 된다.
원칙5
모든 국가와 국민은 생활 수준의 격차를 줄이고 세계 대다수의 사람들의 기본 수요를 충족시키기 위하여, 지속 가능한 개발의 필수 요건인 빈곤의 퇴치라는 중대한 과업을 위해 협력하여야 한다.
원칙6
개발 도상국, 특히 극빈 개도국과 환경적으로 침해받기 쉬운 개도국의 특수 상황과 환경 보전의 필요성은 특별히 우선적으로 고려의 대상이 되어야 한다. 또한, 환경과 개발 분야에 있어서의 국제적 활동은 모든 나라의 이익과 요구를 반영해야 한다.
원칙7
각 국가는 지구 생태계의 건강과 안전성을 보존, 보호 및 회복시키기 위하여 범세계적인 동반자 정신으로 협력해야 한다. 지구의 환경 악화에 대한 제각기 다른 책임을 고려하여, 각 국가는 공통된 그러나 차별적인 책임을 가진다. 선진국들은 그들이 지구 환경에 끼친 영향과 그들이 소유하고 있는 기술 및 재정적 자원을 고려하여 지속 가능한 개발을 추구하기 위한 국제적 노력에 있어서 분담하여야 할 책임을 인식해야 한다.
원칙8
지속 가능한 개발과 모든 사람의 보다 나은 생활의 질을 추구하기 위하여, 각 국가는 지속 불가능한 생산과 소비 패턴을 줄이고 제거해야 하며 적절한 인구 정책을 촉진해야 한다.
원칙9
각 국가는 과학적, 기술적 지식의 교환을 통하여 과학적 이해를 향상시키고, 새롭고 혁신적인 기술을 포함한 기술의 개발, 적용, 존속, 전파 그리고 이전을 증진시킴으로써, 지속 가능한 개발을 위한 내재적 능력을 형성, 강화하도록 협력해야 한다.
원칙10
환경 문제는 적절한 수준의 모든 관계 시민들의 참여가 있을 때 가장 효과적으로 다루어진다. 국가 차원에서 각 개인은 지역 사회에서의 유해 물질과 처리에 관한 정보를 포함하여 공공 기관이 가지고 있는 환경 정보에 적절히 접근하고 의사 결정 과정에 참여할 수 있는 기회를 부여 받아야 한다. 각 국가는 정보를 광범위하게 제공함으로써 공동 인식과 참여를 촉진하고 증진시켜야 한다. 피해의 구제와 배상 등 사법 및 행정적 절차에 효과적으로 접근할 수 있어야 한다.
원칙11
각 국가는 효과적인 환경 법칙을 규정해야 한다. 환경 기준, 관리 목적, 그리고 우선 순위는 이들이 적용되는 환경과 개발의 정황이 반영되어야 한다. 어느 한 국가에서 채택된 기준은 다른 국가, 특히 개도국에게 부적당하거나 지나치게 경제적, 사회적 비용을 초래할 수도 있다.
원칙12
각 국가는 환경 악화 문제에 적절히 대처하기 위하여, 모든 국가의 경제 성장과 지속 가능한 개발을 도모함에 있어 도움이 되고 개방적인 국제 경제 체제를 증진시키도록 협력해야 한다. 환경적 목적을 위한 무역 정책 수단은 국제 무역에 대하여 자의적 또는 부당한 차별적 조치나 위장된 제한을 포함해서는 아니 된다. 수입국의 관할지 역 밖의 환경적 문제에 대응하기 위한 일방적 조치는 회피되어야 한다. 국경을 초월하거나 지구적 차원의 환경 문제에 대처하는 환경적 조치는 가능한 한 국제적 합의에 기초해야 한다.
원칙13
각 국가는 환경 오염이나 기타 환경 위해의 피해자에 대한 책임과 배상에 관한 국제법을 발전시켜야 한다. 각 국가는 자국의 관할권 또는 통제 지역 내에서의 활동이 자국의 관리 범위 이외 지역에 초래한 악영향에 대한 책임과 배상에 관한 국제법을 보다 발전시키기 위하여 신속하고 확실한 방법으로 협력해야 한다.
원칙14
각 국가는 환경 악화를 심각하게 초래하거나 인간의 건강에 위해한 것으로 밝혀진 활동이나 물질을 다른 국가로 재배치 또는 이전하는 것을 억제하거나 예방하기 위하여 효율적으로 협력해야 한다.
원칙15
환경을 보호하기 위하여 각 국가의 능력에 따라 예방적 조치가 널리 실시되어야 한다. 심각한 또는 회복 불가능한 피해의 우려가 있을 경우, 과학적 불확실성이 환경 악화를 지양하기 위한 비용/ 효과적인 조치를 지연시키는 구실로 이용되어서는 아니 된다.
원칙16
국가 당국은 오염자가 원칙적으로 오염의 비용을 부담해야 한다는 원칙을 고려하여 환경 비용의 내부화와 경제적 수단의 이용을 증진시키도록 노력해야 한다. 이에 있어서 공공 이익을 적절히 고려해야 하며 국제 무역과 투자를 왜곡시키지 않아야 한다.
원칙17
환경에 심각한 악영향을 초래할 가능성이 있으며 관할 국가 당국의 의사 결정을 필요로 하는 사업 계획에 대하여 환경 영향 평가가 국가적 제도로서 실시되어야 한다.
원칙18
각 국가는 다른 국가의 환경에 급격한 위해를 초래할 수 있는 어떠한 자연 재해나 기타의 긴급 사태를 상대방 국가에 즉시 통고해야 한다. 국제 사회는 이러한 피해를 입은 국가를 돕기 위하여 모든 노력을 기울여야 한다.
원칙19
각 국가는 국경을 넘어서 환경에 심각한 악영향을 초래할 수 있는 활동에 대하여 피해가 예상되는 국가에게 사전에 적시적인 통고 및 관련 정보를 제공하여야 하며 초기단계에서 성실하게 이들 국가와 협의해야 한다.
원칙20
여성은 환경 관리 및 개발에 있어서 중대한 역할을 수행한다. 따라서 지속 가능한 개발을 달성하기 위해서는 그들의 적극적인 참여가 필수적이다.
원칙21
지속 가능한 개발을 성취하고 모두의 밝은 미래를 보장하기 위하여, 전 세계 청년들의 독창성, 이상, 그리고 용기가 결집되어 범세계적 동반자 관계가 구축되어야 한다.
원칙22
토착민과 그들의 사회, 그리고 기타의 지역 사회는 그들의 지식과 전통적 관행으로 인하여 환경 관리와 개발에 있어서 중요한 역할을 수행한다. 각 국가는 그들의 존재와 문화 및 이익을 인정하고 적절히 지지하여야 하며, 또한 지속 가능한 개발을 성취하기 위하여 그들의 효과적인 참여가 가능하도록 해야 한다.
원칙23
압제, 지배 및 점령하에 있는 국민의 환경과 자연 자원은 보호되어야 한다.
원칙24
전쟁은 본질적으로 지속 가능한 개발을 파괴한다. 따라서 각 국가는 무력 분쟁시 환경 보호를 규정하는 국제법을 존중하여야 하며, 필요한 경우에는 이의 발전을 위하여 협력해야 한다.
원칙25
평화, 발전, 환경 보호는 상호 의존적이며 불가분의 관계에 있다.
원칙26
국가는 그들의 환경 분쟁을 유엔 헌장에 따라 평화적으로 또한 적절한 방법으로 해결하여야 한다.
원칙27
각 국가와 국민들은 이 선언에 구현된 원칙을 준수하고, 지속 가능한 개발 분야에 있어서의 관련 국제법을 한층 발전시키기 위하여, 성실하고 동반자 정신으로 협력해야 한다.

## 같이 보기
- 리우 회의